# Spilopimpla mayumbensis
Spilopimpla mayumbensis är en stekelart som först beskrevs av Pierre L. G. Benoit 1955.  Spilopimpla mayumbensis ingår i släktet Spilopimpla och familjen brokparasitsteklar. Inga underarter finns listade i Catalogue of Life.